# Monika Wulf-Mathies
Monika Wulf-Mathies, née Baier (17 mars 1942) à Wernigerode, dans le land de Saxe-Anhalt), est une femme politique allemande, membre du Parti social-démocrate d'Allemagne (SPD) et syndicaliste. Elle a également été commissaire européenne au sein de la commission Jacques Santer.

## Études et vie privée
Monika Baier rejoint le Parti social-démocrate allemand en 1965. Elle épouse le physicien allemand Carsten Wulf-Mathies dont elle prend le nom trois ans plus tard, en 1968.

## Commissaire européen
Monika Wulf-Mathies devient commissaire européenne en 1995. Elle est alors chargée de la politique régionale et de la cohésion au sein de la commission Jacques Santer. Elle quitte ses fonctions le 16 mars 1999 lorsque toute la commission est obligée de démissionner collectivement, à la suite de la découverte de nombreuses fraudes et irrégularités dans le fonctionnement de la Commission. Plus que les agissements individuels de membres de la Commission, c’est un dysfonctionnement général de l’institution qui était dénoncé, caractérisé par l’absence de transparence, des procédures disciplinaires rares, tardives et lentes, la faiblesse du contrôle financier et surtout d’identifier les responsabilités individuelles. Elle fait partie des Commissaires nomminativement cités pour des irrégularités importantes, notamment du favoritisme, qui ont entraîné la chute de la Commission.

## Associatif
Elle est actuellement membre de Konvent für Deutschland et au bureau Gegen Vergessen – Für Demokratie, une association allemande de promotion de la diversité, de la tolérance et de la participation citoyenne, luttant contre le racisme. Depuis 2010, elle est membre du directoire chargé de l'organisation du festival de Beethoven à Bonn.

## Distinctions
- Grand-croix de l'ordre de l'Infant Dom Henri